# COSMO (コンピュータ)
COSMO（こすも）は三菱電機と沖電気が共同開発した商用の大型コンピュータ（メインフレーム）のシリーズで、最初のモデルは1974年に発表された。

## 概要
1970年代、通商産業省はIBM System/370に対抗する国産コンピュータ産業の育成推進のため、国産コンピュータメーカー大手6社を3グループに再編して補助金を支給し、三菱電機と沖電気のグループは1972年から1974年にCOSMOシリーズを開発した。沖電気は主に入出力装置やIC基盤などを担当した。
1974年、最初のモデルのCOSMO 700は、三菱電機のMELCOM 7000シリーズの上位互換性を持ち、マイクロプログラム方式のCPUと仮想記憶装置を備え、オペレーティングシステムは多重仮想記憶方式を採用したUTS/VSであった。1976年にはCOSMO 700の後継機のCOSMO 700IIと、その上位機でマルチプロセッサ搭載のCOSMO 900を発表した．